# Genaro Alberto Olivieri
Genaro Alberto Olivieri (Bragado, 4 de agosto de 1998) es un tenista profesional argentino.
Su mejor ranking en individuales fue la posición N° 131, el 2 de octubre de 2023; mientras que, en dobles, fue la posición N° 304, lograda el 29 de agosto de 2022.

## Trayectoria

### Inicios
Siendo hijo y sobrino de pelotaris, comenzó a jugar el tenis a los seis años.
En agosto de 2014 obtiene su primer punto en el ranking ATP disputando un Future en La Rioja.

### 2016
Como junior, alcanzó los cuartos de final en Roland Garros 2016, donde perdió frente a Félix Auger-Aliassime. Ese año llegó al puesto 8 en el ranking junior y entró al top 1000 del ranking ATP profesional.
Fue sparring del equipo argentino de Copa Davis en la serie frente a Italia.

### 2019
En julio obtiene su primer título profesional en un M15 de Buenos Aires, luego de perder siete finales.
En noviembre gana su primer M25 en Naples, Florida, Estados Unidos.

### 2022
Obtiene su primer título de nivel Challenger en Montevideo venciendo en la final a su compatriota Tomás Etcheverry por 6-7(3), 7-6(5), 6-3.

### 2023
Obtiene su tercer título profesional con un M15 en Tucumán, Argentina.
En la clasificación de Roland Garros 2023 vence a Henri Laaksonen, Michael Geerts y Adrian Andreev para ingresar a su primer cuadro principal de Grand Slam. Allí en la primera ronda vence al local Giovanni Mpetshi Perricard por 7-6 (7-3), 4-6, 4-6, 7-5 y 6-1. En segunda ronda le gana al italiano Andrea Vavassori por 7-6 (7), 3-6, 6-4 y 7-6 (3). Pierde en tercera ronda frente al sexto preclasificado Holger Rune.

## Títulos ATP Challenger (2; 2+0)

### Individuales (2)
| N.° | Fecha                   | Torneo                      | Superficie    | Oponente en la final    | Resultado           |
| --- | ----------------------- | --------------------------- | ------------- | ----------------------- | ------------------- |
| 1.  | 13 de noviembre de 2022 | Challenger de Montevideo    | Tierra batida | Tomás Martín Etcheverry | 6-7(3), 7-6(5), 6-3 |
| 2.  | 13 de agosto de 2023    | Challenger de Santo Domingo | Tierra batida | Marco Trungelliti       | 7-5, 2-6, 6-4       |